# Helen Brinton
Helen Brinton, tidigare Helen Clark, född 23 december 1954 i Derby, är en brittisk politiker. Hon var parlamentsledamot för Labour. Hon representerade valkretsen Peterborough från valet 1997 till valet 2005, då hon förlorade mot den konservativa kandidaten Stewart Jackson. Hon har tidigare varit lärare.